# 1267 w polityce

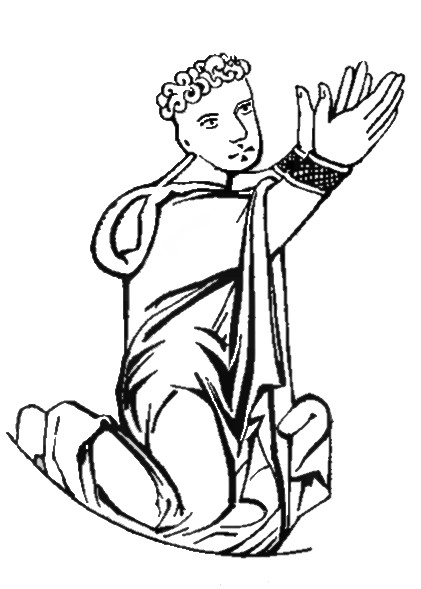
Kazimierz I kujawski

Wydarzenia polityczne w 1267 roku.

## Wydarzenia
- Litwini najechali na ziemie polskie[1].

## Zmarli
- 14 grudnia Kazimierz I kujawski, ojciec Leszka Czarnego i Władysława Łokietka[2].